# SimCity BuildIt
SimCity BuildIt（シムシティ ビルドイット） とは、 App Store及びGoogle Playにて配信されているモバイル端末（iOS/Android）向けのシムシティシリーズである。
2014年12月16日に全世界でリリースされており、日本語にも対応している。

## 概要
プレイヤーが「市長」となり時間をかけて少しずつ街を大きくしていくという点では従来のシムシティシリーズから変わっていない。しかし、本作ではよりスマートフォン（タブレット）向けのゲームアプリとして大幅にシステムが改編された（本作のリリースと入れ替わるように配信停止された『Sim City Deluxe』は、シムシティ3000のiOS向け移植版であった）。
スマートフォンの特徴を活かした直感的な操作でプレイできる他、従来のパソコン・コンシューマ版とは異なり、建物の移動・取り壊しが自由であること、材料やアイテムを他のプレイヤーとトレードして住宅のアップグレードや街の拡張を進めることが出来る。また、基本プレイは無料だが、有料（アイテム課金）のゲーム内通貨「シムキャッシュ」購入することで、アイテム生産時間の短縮によるプレイの効率化、土地拡張アイテムなどの特別なアイテムを時間を待たずに入手できる。。

## システム
幅広いユーザ層を狙ってか、従来のシリーズよりシステムは大幅に簡略化された。
「職場」の概念が無くなり、工業用地・農業用地・商業用地が無い。その代わりに「工場」「店舗」「国際貿易」のシステムが加わった。
「工場」を設置し素材の生産を指示することで、一定の時間が経過した後で、そのアイテムを入手できる。入手したアイテムは「貯蔵センター」で保管したり、さらに素材を各「店舗」で、やはり一定時間かけて加工する。これらは、各「住宅地区」やエピックビルの建設及び、アップグレードに利用される他、生産したアイテムを「国際貿易センター」や、波止場，空港から輸送することで、特別アイテムの入手や、ゲーム内通貨「シムオリオン」の獲得にも役立てることが出来る。尚、これら店舗は住宅の近くに設置することで、住民の評価を少し上げることが出来る。また、最初の生産で必要な工場は、人口15万人に達したとき建設できるナノテク工場を除き、一定範囲に公害が発生する。
これらは職場という扱いではなく、住宅からどれだけ離れていようと、たとえ住宅と道路が繋がっておらずとも全く影響なく機能する。
また誰でも一定の人口に達すると「貿易センター」を利用でき、世界中の市長（プレイヤー）が出品したアイテムを買ったり、自分が出品したりすることが可能。素材を量産し続けて売ってもよいし、加工に専念して付加価値の付いたアイテムを売却することもできる。
従来のシムシティにおけるRCIのうち、CとIをプレイヤーの操作にゆだねる形のシステム改変とも言える。

### 道路
都市内の「住宅」，「工場」，「店舗」などを結ぶ無くてはならない存在。また、ライフラインの目的を持っており、「電気」，「下水」，「医療」などの公共インフラは、道路を通して機能しており、道路に面していなければ機能しない。
道路にはいくつか種類があり、無料で建設できるものと、シムオリオンが必要なものがある。
無料で建設できる「二車線道路」は、ある程度都市を発展させると混雑や渋滞が発生するため、道路をアップグレードする必要がある。都市のレベルを上げるにつれ、より車線数の多い道路にアップグレードすることができる。ただし、道路に被せて設置できるもの(遊歩道など)と被っていた場合、アップグレード出来ない場合がある。
シムオリオンが必要な道路は、石畳の通り(歴史的な都市など)や桜並木(日本の都市など)といった、都市の情景に合わせるために建設する。建設時にコストがかかる分渋滞が発生しないので、それ以外のコストがかからない。
道路を取り壊すと、その道路を建設するのにかかった費用の半分が返却される。

### 住宅地区
ゲーム開始時から建設できる一般の住宅施設。建設するには指示されたアイテムを集める必要があり、アップグレードを続ければ、大人数を収容できる高層住宅にもなる。人口を維持するには各種の公共サービスを充実させる必要がある。
また、これ以外にも様々な住宅地区が存在する。

#### OMEGA住宅地区
ゲームが進み、レベルを上げていくと解禁される地区。建設とアップグレードには工場や店舗で手に入る通常のアイテムに加えて、「OMEGA研究施設」，「OMEGA研究センター」から手に入る特別なアイテムが必要になる。また、OMEGAアイテムは「ネオモール」でも入手できる。但し、OMEGA住宅地区の維持には、一般の住宅地区よりも多く「電気」，「水道」，「下水」，「ゴミ」の処理能力を必要とし、なおかつ他の地区とは異なり、「消防」，「警察」，「病院」は必要なく、代わりのサービスとして「ドローン」が必要となり、サービスが維持できないと、他の地区と同じくシム（シムシティの住民）が居なくなり廃墟となる。

#### パリ地区
一定人口に達すると、空港がアンロックされ、同時にパリ地区がアンロックされる。外観がパリ風の家屋やビルが建つ。建築には、空港で輸送を完了することによって手に入る特別アイテムが必要。

#### トーキョー・タウン地区
一定の人口に達すると「トーキョー・タウン地区」がアンロックされる。これは従来の高密度住宅に相当するもので、外観が日本風の家屋やビルが建つ。建築には空港で手に入る特別アイテム(灯篭・招き猫・盆栽)が必要。トーキョー・タウン地区は人口が通常の住宅の120%に増加するが、電力・水道・下水・ゴミの処理能力を2倍必要とする。

### 店舗
工場で生産したアイテムを使用して、別のアイテムを生産する。都市のレベルが上がるにつれ、新たな店舗が解放されたり、店舗で生産できるアイテムが増える。季節イベントによって期間限定で解放される店舗もあり、そこで特別なアイテムを生産することができる。
店舗は1種類につき1つしか建設できない。また、生産スロットに複数アイテムを入れても同時に生産することはできない。
シムキャッシュを使用することで生産スロットを開放することができる。
アイテムによって生産にかかる時間が異なる。アイテムの生産時間は、トークンやシムキャッシュを使用したり、店舗をアップグレードすることで短縮することが可能。

### インフラ
電線・上水道・下水道・ゴミ処理の要素は全て道路が受け持つ。主要な建造物は一辺が道路に接している必要がある。消防・警察・病院は効果範囲内であっても道路が繋がっていない住宅には機能しない。
曲線道路は設置できずマス目に応じた道路となっている。「道路」以外の交通機関（鉄道・高速道路）は無くなったが、通常の道路を「アップグレード」する事で多車線道路や路面電車併設道路が建設できる。交通機関関連設備として「バスターミナル」「気球公園」「飛行船格納庫」「ヘリポート」を建設できる。これらには渋滞抑制効果は無いが、人口増加や、気球や飛行船が街を飛んだりする。
学校を建設できるが教育レベルの概念は無く、周辺人口増加という効果のみが発生する。
電力・水道・下水・ゴミ処理施設にはそれぞれ能力値が設定されており、それを超える規模の住宅を建造すると、その住宅は廃墟となり、人口は増えない。また、消防・警察・医療施設には効果範囲が設定されており、その範囲外に住宅を建造しても、同様に廃墟となり、人口は増えない。

### 満足度
税率の設定が無くなり、市民により良い公共サービスを提供すると上昇する「満足度」がその役目を果たす。
公共サービスは、消防、警察、医療、電力、水道、下水、ゴミ処理、公園。公園を除いた全てのサービスを住宅に漏れなく提供すれば満足度が100%となり、サービスが提供されていなかったり公害の範囲内にある住宅があると減点方式でポイントが下がる。なお、教育等の特化施設は満足度に影響しない。
住宅から市民の声を示す吹き出しアイコンが現れ、これをタップすると市民の要望もしくは市への感想などを聞くことができる。このとき低い確率で特別なアイテムが手に入る。倉庫の素材、ドーザーの部品、ブー専用アイテム、ビーチ・山地の拡張アイテム等、現段階でアンロックされているものが出現する。これを指定された個数集めると、貯蔵センター容量拡張、建設可能領域拡大、災害等を起こすことができる。

### 災害
一定の人口に達すると災害研究施設「ブー・タワー」を建設して市にドクター・ブー(Dr.Vu)を招くことができ、彼に依頼して災害を発生させることができるようになる。
ランダムで指定されたブー専用アイテムを消費して災害を起こすと、住宅が倒壊し、ブーポイントが獲得出来る。ランダムで指定された素材を倒壊した住宅に投入すると、建物が復旧して特別な建築素材である「黄金の鍵」を入手できる。災害の種類は、隕石、地震、エイリアン、竜巻、雷嵐、ロボット。最初は隕石だけだか、ブーポイントを貯めてブー・タワーをレベルアップすると、災害のレベルが上がったり、新たな災害をアンロックすることが出来る。災害の種類やレベルによって倒壊数や鍵の入手数、復旧のアイテム難易度、獲得ポイントが変わる。

## 評価
100ヶ国以上のApp Storeにおいて無料ゲームランキングのTOP5となり、配信開始から3週間で1,550万ダウンロード数を達成した（毎分500人の市長=プレイヤーが誕生した割合となる）。また、ファミ通App編集部は2014年のBESTゲーム10作品の中に本作を評価している。